# إفراين كروز
إفراين كروز (بالإسبانية: Efraín Cruz)‏ هو لاعب كرة قدم مكسيكي في مركز الوسط، ولد في 1 نوفمبر 1978 في Tomatlán ‏ في المكسيك. لعب مع نادي بويبلا ونادي تيخوانا ونادي غوادالاخارا.

## وصلات خارجية
- إفراين كروز على موقع إي إس بي إن إف سي (الإنجليزية)
- إفراين كروز على موقع قاعدة بيانات كرة القدم.إي يو (الإنجليزية)
- إفراين كروز على موقع Soccerway.com (الإنجليزية)
- إفراين كروز على موقع عالم كرة القدم.نت (الإنجليزية)